# Mammelomys lanosus
Mammelomys lanosus — вид гризунів родини мишевих. Зустрічається в Західному Папуа, Індонезії та Папуа-Новій Гвінеї.

## Морфологічна характеристика
Гризун середнього розміру, з довжиною голови і тіла від 132,4 до 171 мм, довжиною хвоста від 105 до 146 мм, довжиною лапи від 33,4 до 38 мм, довжиною вух від 18,5 до 20,2 мм і вагою до 123 грамів. Шерсть довга і м'яка. Верх сіруватий з домішкою червонуватого або жовто-коричневого. Боки більш сіруваті. Нижня частина тіла біла з основою волосяного покриву шиферного кольору. Лоб сіруватий; колір поширюється назад до потилиці. Навколо очей чорнуваті кільця. Щоки і горло сіруваті. Підборіддя біле. Вуха невеликі з чорною плямою на задній основі. Руки і ноги білі. Хвіст коротший за голову й тулуб, зверху шиферний, знизу білий.

## Поведінка
Вид має невеликий розмір виводку.